# Рањени орао (филм из 2009)
Рањени орао је српски филм, настао 2009. године из телевизијске серије која је емитована на РТС. Рађен је по истоименом роману српске књижевнице Мир Јам.

## Радња
Млада правница Анђелка Бојанић удаје се за колегу Тому Ђуровића. На почетку све изгледа бајно, али само изгледа, јер Анђелка крије своју прву велику љубав, размаженог и лажљивог Гојка.

## Улоге
| Глумац              | Улога                |
| ------------------- | -------------------- |
| Слобода Мићаловић   | Анђелка Бојанић      |
| Иван Босиљчић       | Ненад Алексић        |
| Ненад Јездић        | Гојко Марић          |
| Маринко Маџгаљ      | Сафет Омеровић       |
| Данијела Штајнфелд  | Донка                |
| Јасмина Аврамовић   | Ружа Алексић         |
| Даница Максимовић   | Савета               |
| Драган Николић      | Угљеша Кнежевић      |
| Данијела Михајловић | Нада Тодоровић       |
| Наташа Нинковић     | Вукица Марић         |
| Војин Ћетковић      | Томо Ђуровић         |
| Теодора Јелисавчић  | Мала Анђелка/Јелкица |